# Голешів (Люблінське воєводство)
Голешів (Голешув, пол. Holeszów) — село в Польщі, у гміні Ганна Володавського повіту Люблінського воєводства. Населення — 438 осіб (2011).

## Історія

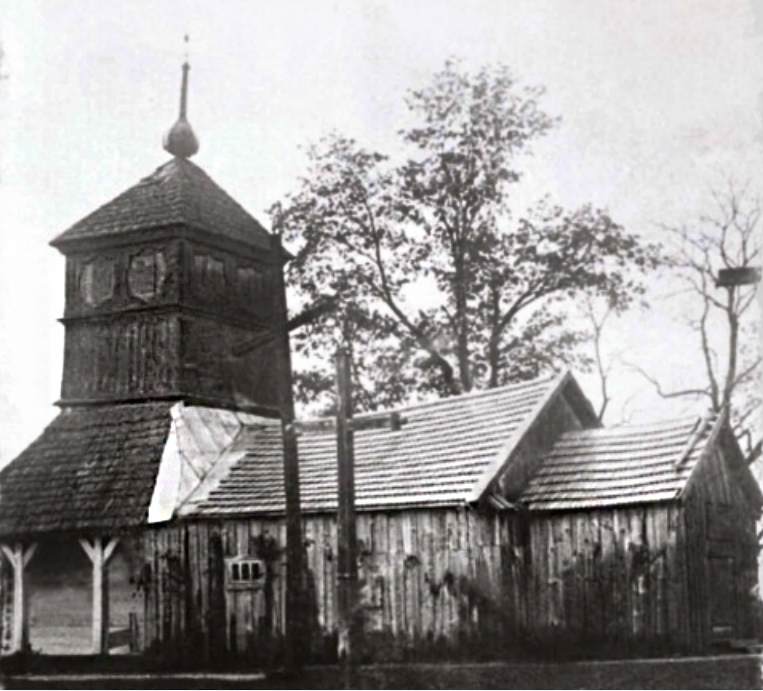
Церква Архангела Михаїла у с. Голешів (Підляшшя), споруджена у XVII ст., зруйнована у 1938 р.

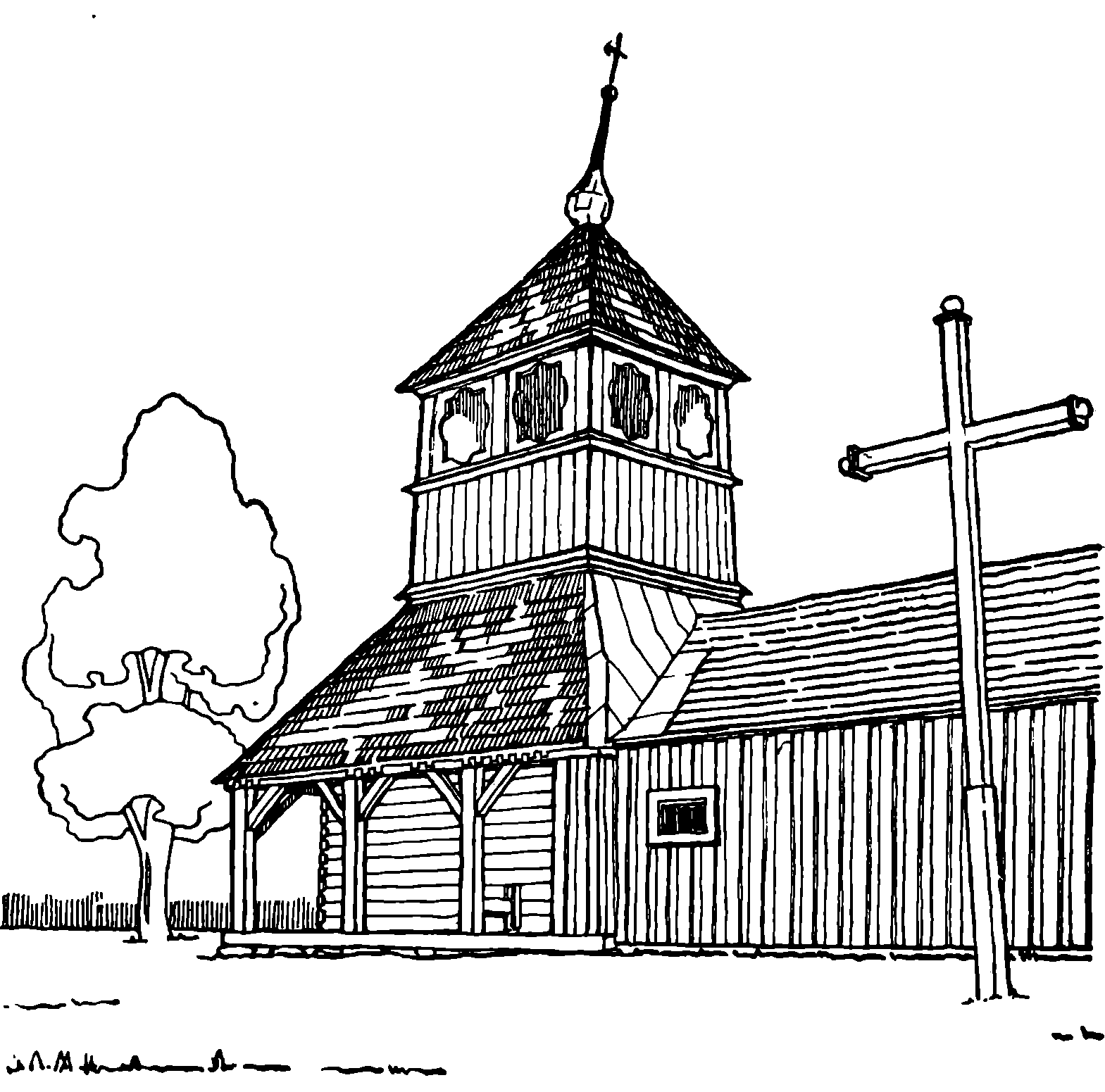
Українська церква у Голешові, рисунок 1941 року Леоніда Маслова

За даними етнографічної експедиції 1869—1870 років під керівництвом Павла Чубинського, у селі проживали лише греко-католики, які розмовляли українською мовою.
У 1921 році село входило до складу гміни Славатичі Більського повіту Люблінського воєводства Польської Республіки. За даними перепису населення Польщі 1921 року в селі налічувалося 130 будинків та 742 мешканці, з них:
- 355 чоловіків та 387 жінок;
- 542 православні, 82 римо-католики, 118 юдеїв;
- 687 поляків, 55 євреїв.

У 1943 році в селі мешкало 817 українців та 147 поляків, а в сусідній однойменній колонії — 137 поляків i 15 українців. 11 травня 1946 року у селі відбувся бій між боївкою СБ ОУН і радянським загоном, внаслідок чого, за українськими даними, загинуло 6 підпільників та двоє червоних (лейтенант і сержант), опісля чого більшовики спалили на колонії Голешів 134 господарства (27 будинків) та вбили двох українців, запідозрених у співпраці з УПА.
Половині українського населення села, переховуваючися, вдалося уникнути депортації з Польщі до УРСР у 1946 році. Проте у 1947 році під час операції «Вісла» польська армія оточила село і депортувала решту українців на щойно приєднані до Польщі північно-західні терени. Як згадував український підпільник Іван Чуб, полькі військовики оточили село, після чого застосовуючи насильство (зокрема, гвалтували жінок, було вбито селянина, чиї родичі були учасниками українського руху опору), відвезло українців на залізничну станцію, звідки їх потім відправили у Східну Пруссію. Місцевих поляків також було депортовано.
У 1975—1998 роках село належало до Білопідляського воєводства.

## Населення
Демографічна структура станом на 31 березня 2011 року:
|          | Загалом | Допрацездатний вік | Працездатний вік | Постпрацездатний вік |
| -------- | ------- | ------------------ | ---------------- | -------------------- |
| Чоловіки | 232     | 58                 | 157              | 17                   |
| Жінки    | 206     | 44                 | 117              | 45                   |
| Разом    | 438     | 102                | 274              | 62                   |

## Віра

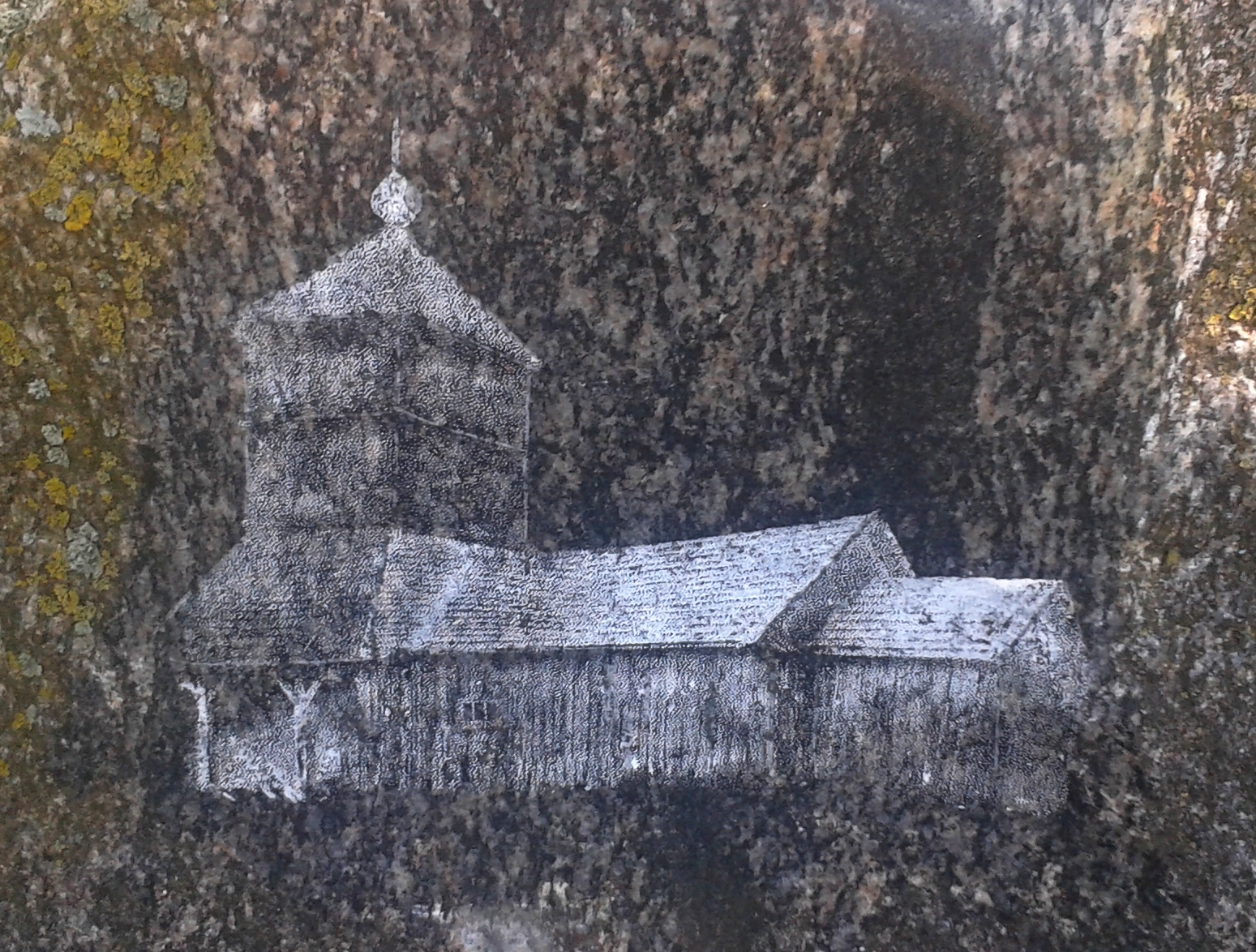
Зображення церкви у с. Голешів на пам'ятнику про її знищення.

1691 року вперше згадується церква в селі.
1872 року до місцевої греко-католицької парафії належало 905 вірян.
До кінця 1930-х років у селі була стара церква архангела Михаїла. Для архітектури цього храму характерною була висока вежа дзвіниця над притвором і зальних тип основного приміщення. Будівля була знищена польською владою у липні-серпні 1938 року в рамках акції руйнації православних церков — так званої «ревіндикації».
Сьогодні у Голешові діє відновлена православна церква святого Архангела Михайла.